# PASSPO 根岸愛のWednesday Flight
『PASSPO☆根岸愛のWednesday Flight』（パスポ ねぎしあいの ウェンズデーフライト）は、2017年1月4日からエフエム北海道 (AIR-G') で放送されているラジオ番組。放送時間は毎週水曜 25:30 - 26:00 （日本標準時）。
| スタブアイコン | サブスタブ | この項目は、まだ閲覧者の調べものの参照としては役立たない、ラジオ番組に関連した書きかけの項目です。この項目を加筆・訂正などしてくださる協力者を求めています（P:ラジオ/PJ:放送番組）。 |